# Karakumosa shmatkoi
Karakumosa shmatkoi Logunov & Ponomarev, 2020 è un ragno appartenente alla famiglia Lycosidae.

## Etimologia
Il nome proprio è in onore del sig. Vladimir Shmatko, amico e collaboratore da molti anni del secondo descrittore di questa specie (Ponomarev) e che ha scattato la maggior parte delle foto digitali delle specie di Karakumosa presenti nella pubblicazione in nota.

## Caratteristiche
L'olotipo maschile ha un cefalotorace lungo 11,00mm, e largo 9,30mm.
Il paratipo femminile ha un cefalotorace lungo 11,50mm, e largo 8,60mm.

## Distribuzione
La specie è stata reperita in due località della Repubblica di Calmucchia, in Russia, che confina col Mar Nero (esemplari raccolti nel 1984); inoltre è stata rinvenuta in varie località del Kazakistan occidentale (esemplari raccolti nel 2014 e nel 2020).
Infine nella penisola Absheron, nei pressi della città di Baku e sull'isola Chilov in territorio azero (esemplari raccolti nel 1895, nel 1984 e nel 2020).

## Tassonomia
Questa specie ha varie caratteristiche in comune con la K. gromovi e la K. tashkumyr. 
Se ne distingue per:
1. Piastra interna dell'apofisi mediana più stretta e quasi celata alla vista sotto la piastra esterna.
2. Lamelle sinemboliche diritte o con le punte leggermente piegate verso il basso.
3. Lamina trasversale posteriore dell'epigino è a forma di triangolo basso rovesciato, e le spermateche sono marcatamente rigonfie nella parte anteriore[1].

Al 2021 non sono note sottospecie e dal 2020 non sono stati esaminati nuovi esemplari.